# 邕南壯語
邕南壮语是壮语的一种，属北部台语支，通行于中国广西壮族自治区的邕宁南部大部分地区，以及隆安、扶绥、上思、钦州一带，使用人数大约有180万人左右。